# Kandersteg
Kandersteg é uma comuna da Suíça, no Cantão Berna, com cerca de 1.179 habitantes. Estende-se por uma área de 134,56 km², de densidade populacional de 9 hab/km². Confina com as seguintes comunas: Adelboden, Blatten (VS), Ferden (VS), Frutigen, Kandergrund, Kippel (VS), Lauterbrunnen, Leukerbad (VS), Reichenbach im Kandertal, Wiler (VS).
A língua oficial nesta comuna é o Alemão.